# Subdivision territoriale
Ne doit pas être confondu avec Administration territoriale.
La subdivision territoriale est un processus qui vise à tracer des ensembles cohérents, au sein d’un territoire donné. Elle est effectuée par une entité qui fait autorité à son échelle. Les sous-ensembles ainsi formés sont délimités par des frontières et font souvent l’objet d’une appropriation par ceux qui les pratiquent. 

## Jeux d’échelle et enjeux
La définition du concept de subdivision territoriale doit être discutée, puisqu’elle peut s’exercer à diverses échelles. En effet, une subdivision peut concerner autant d’objets que le concept de territoire désigne. Ainsi, du générique au spécifique, il peut s’agir de la subdivision d’une région, aussi bien que de l’espace de souveraineté d’un État.
De même, la notion de subdivision territoriale recèle souvent des enjeux de taille. En effet, si les raisons de subdiviser paraissent objectives, sa mise en œuvre politique s’avère souvent complexe et nécessite un arbitrage. Les ensembles tracés peuvent l’être selon divers critères de cohérence. Même si la subdivision du territoire s’opère souvent selon des critères fonctionnels, l’histoire, les jeux de pouvoir ou de simples logiques administratives peuvent dicter le tracé de cette subdivision. Ainsi, cohérent selon un critère précis, la même subdivision pourra paraître absurde d’un autre point de vue. 
Il faut également dénoncer l’existence du mythe du « territoire idéal » qui se cache parfois derrière le processus de subdivision territoriale. En effet, les tentatives de subdivisions fonctionnelles s’efforcent souvent de constituer cet ensemble idéal, oubliant la complexité du territoire en question. 
De plus, une subdivision pertinente à une certaine époque peut se révéler inadéquate face à l’épreuve du temps. Elle comporte donc un aspect éphémère qui pousse au redécoupage du territoire lorsqu’elle devient désuète. Pourtant, malgré la nature théoriquement dynamique de ce processus, sa complexité fait que des sous-ensembles, désormais dépassés, persistent dans le temps.

## Historique
La subdivision territoriale n’est pas un processus nouveau. Les Grecs déjà faisaient la distinction entre l'œcoumène, la Terre habitée, et le territoire qui leur était inconnu. L'œcoumène faisait alors l'objet de subdivisions, de l'ordre de la nation. 
De même, les Romains ont soigneusement constitué un cadastre des propriétés, subdivisant ainsi le territoire en parcelles et répertoriant ce qui était administrativement pertinent pour le prélèvement de l’impôt. 

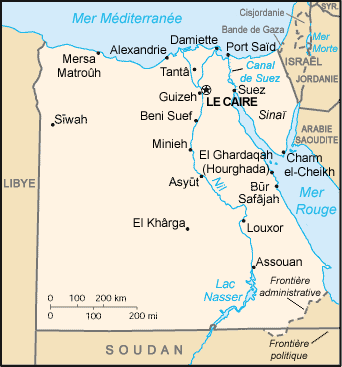
Subdivision du territoire africain à la règle, comme en Égypte

M. Foucher, dans L’obsession des frontières évoque quatre grands moments de subdivision du monde. Lors des grandes découvertes, le Nouveau Monde fut subdivisé de façon arbitraire entre Portugais et Espagnols, lors du traité de Tordesillas. Moins connu, le même processus eut lieu en Asie, à la suite de la circumnavigation de Magellan (traité de Saragosse). Même si M. Foucher y voit les origines d’une toute première mondialisation, il s’agit également d’un partage du territoire à découvrir. La fin du XIXe siècle fut marquée par « le découpage » de l’Afrique, lors de la conférence de Berlin. En effet, les États européens ont véritablement subdivisé le territoire africain en y traçant des ensembles, à priori, selon leurs rapports de force et sans tenir compte des populations qui y vivaient. Cela donna lieu à de véritables découpages « à la règle », comme en Égypte. Le rideau de fer et la guerre froide provoquèrent également des subdivisions territoriales. Le découpage de la ville de Berlin en quatre secteurs d’occupation est connu de tous, mais les implications du rideau de fer furent plus profondes. À l’échelle du monde d’abord, une distinction se fit entre pays développés, pays communistes et pays en voie de développement. En Europe, les frontières ont été modifiées par les accords Yalta-Potsdam et le Tiers monde a subi les conséquences de ces tensions jusque dans ses territoires. Ainsi, la décolonisation entraîna la formation de frontières sur les anciennes subdivisions territoriales entre pays occidentaux. Finalement la chute du mur de Berlin en 1989 a entraîné une réorganisation de la subdivision des territoires, souvent, selon des tracés qui existaient antérieurement.
Les pratiques évoquées ici ne prétendent pas constituer un historique exhaustif de subdivision territoriale. Ce qui est essentiel, c’est de noter que de tout temps, le territoire a été subdivisé, quelles que soient les raisons de ces subdivisions et les échelles auxquelles elles s’opèrent. 
Dans un tel sujet, il est également important de séparer les États fédéraux des autres formes d'États, en ce qui concerne la division de leur territoire. En effet, historiquement, les États fédéraux n’ont en général pas eu à subdiviser leur territoire, car l’État central résulte de l’agrégation progressive d'entités qui l’ont créé. Citons ici l’exemple de la Suisse (qui a été constituée par les cantons), l’exemple de l’Allemagne (instituée par les Länder), ou encore l’exemple des États-Unis (grâce aux États). Ainsi, dans ces structures fédérales, la subdivision territoriale était déjà réalisée, par défaut, sans que ces sous-ensembles soient fixes pour autant. 
Dans les autres formes d'État, la division territoriale restait encore à faire : ainsi, l’action a été entreprise par l’État central. Toutefois, cette séparation entre ces deux types de régime politique ne constitue pas une vérité absolue au regard de la diversité des situations territoriales dans le monde. Cette distinction ne permet que de faire un modèle très général.

## Comment subdiviser un territoire?
Les moyens utilisés pour exprimer et rendre effective la subdivision territoriale dans l’espace sont divers. Néanmoins, les frontières et les limites pouvant être considérées comme le résultat du processus de subdivision territoriale, il convient de se référer à ces deux concepts géographiques pour comprendre les enjeux qu’ils impliquent.

## Pourquoi subdiviser un territoire?
L’histoire nous le suggère, le processus de subdivision territorial peut découler de raisons très diverses. Il existe de nombreux critères qui poussent à tracer des sous-ensembles dans un territoire donné. La cohérence de cette subdivision peut provenir de critères de types fonctionnels, mais également avoir des origines historiques, administratives ou politiques. 
Dans les faits, la subdivision du territoire est rarement basée sur un seul critère, au contraire, il s’agit souvent de raisons imbriquées. De même, les ensembles formés peuvent paraître homogènes, ou à l’inverse s’appuyer sur des complémentarités.

### Subdivision administrative
Un territoire peut être subdivisé dans le but de faciliter son administration et/ou sa gestion. Dans ce cas, il s’agit souvent de la sous-division de l’espace de souveraineté d’un État et elle est généralement effectuée par ce dernier. Les subdivisions administratives forment le plus souvent des maillages superposés et emboîtés à l'intérieur du territoire de l'État. Selon la taille, la densité de population ou la complexité de l’appareil administratif des pays, le nombre de subdivisions varie.
Bien que la nomenclature change, il est possible de distinguer plusieurs niveaux de subdivision territoriale. Généralement, on trouve un niveau supérieur, puis un ou plusieurs niveaux intermédiaires, et finalement un niveau inférieur ou local. En guise d’exemples, en France, ces subdivisions sont les régions, les départements, les arrondissements, les cantons, puis les communes. En Suisse, il existe 26 cantons, eux-mêmes divisés en communes. Aux États-Unis, il s’agit des États fédérés, des comtés et des municipalités. En Chine, on retrouve cette structure imbriquée avec les provinces, les préfectures, les districts, les cantons et les villages. 
La subdivision administrative du territoire peut paraître bureaucratique et statique. Pourtant, elle recèle des enjeux cruciaux. Ces diverses entités forment un cadre où s’exercent les activités d’administration et de gestion. Selon le degré d’autonomie accordé à ces sous-ensembles par l’État central, ils peuvent posséder leur propre système politique, économique, juridique, fiscal, éducatif, etc.
L’importance de la subdivision administrative est particulièrement visible lorsqu’un territoire fait l’objet d’un projet. Par exemple, lorsque l’on parle d'aménagement du territoire, il s’agit d’une action qui nécessite souvent un processus préalable de subdivision territoriale. Ainsi, dans l’aménagement d’une région, l’espace disponible aura préalablement été découpé en zones constructibles, zones cultivables, zones protégées, etc. Dans ce cas, c’est la subdivision administrative du territoire qui impulsera la vocation, notamment économique, du territoire donné.

### Subdivision basée sur des rapports de pouvoir
Cette manière de subdiviser un territoire s’inspire très largement de la géographie du pouvoir et de la géographie politique. Selon cette théorie, une entité politique peut être tentée de découper son territoire selon les rapports de pouvoir (qu’ils soient formels ou pas) qui gouvernent la société. Avec ce genre de subdivision territoriale, il s’agit avant tout d’apaiser les rapports de pouvoir agissant dans la région, ou au contraire, de les amplifier. Dans ce dernier cas, la subdivision est effectuée afin que le pouvoir ayant effectué l’opération renforce sa puissance, « diviser pour mieux régner ».
Les théoriciens qui ont pensé le lien entre l’espace et le pouvoir sont nombreux. Les origines les plus lointaines remontent à Hérodote. Toutefois, c’est Friedrich Ratzel (1844-1904), géographe allemand, qui va le premier théoriser le lien entre l’espace, les populations, et le pouvoir, dans son livre Géographie politique, datant de 1897. Ratzel voit en l’État l’unique détenteur du pouvoir. Il l’assimile à un organisme, ancré sur le sol, et qui a besoin de s’étendre ou de se rétrécir afin de conquérir son espace vital, d’où une concurrence logique entre les États pour le contrôle du territoire. Ainsi, il est vital pour eux de bien subdiviser leur territoire afin de mieux faire face à leurs congénères.
Claude Raffestin, qui s'est inspiré des travaux d'Henri Lefebvre, a proposé une approche différente du lien entre le pouvoir et le territoire. Il propose une nouvelle géographie du pouvoir qui s’émancipe de l’omniprésence de l’État et du niveau international. Selon lui, le pouvoir est partout, à toutes les échelles : à partir du moment où une relation se tisse entre êtres sociaux nait une relation de pouvoir, qui peut être asymétrique (un des deux acteurs et faible, l’autre fort) ou symétrique (les deux acteurs sont aussi forts l’un que l’autre). Ainsi, le pouvoir est omniprésent, et se cache derrière toute relation sociale. Selon Raffestin, le pouvoir que possède un être vivant est un cumul entre son énergie et l’information qu’il possède à propos d'une situation donnée. La subdivision territoriale devient alors nécessaire pour mettre des limites et des contraintes à l'expression de ces rapports de pouvoir au sein de la société.

### Subdivision basée sur la sécurité militaire
Le pouvoir peut être tenté de subdiviser son territoire pour des raisons de sécurité. Il peut créer ou modifier un territoire pour renforcer ses défenses et être moins vulnérable face à une éventuelle menace armée de ses voisins. Dans la majorité des cas, ce sont les territoires adjacents à un (ou des) territoire(s) ennemis qui font l’objet de cette politique.
En France, par exemple, Sébastien Le Prestre de Vauban, grand architecte militaire français, a modifié les territoires français limitrophes en construisant de multiples citadelles et villes dans ces régions afin de protéger le royaume de France de ses voisins.

### Subdivision culturaliste
L’approche culturaliste propose une subdivision territoriale basée sur un critère ethnique, religieux ou encore linguistique. Elle provient généralement d’une volonté de former des entités homogènes selon un, ou plusieurs de ces critères, avec le présupposé implicite que cela facilitera la cohabitation de la population. En effet, historiquement, on considère que l’homogénéité ethnique d’un État-nation lui confère légitimité et sécurité. Pourtant, dans la pratique, il est très rare d’être confronté à des populations homogènes. Ainsi, lorsqu’il s’agit de découper des entités sur un territoire donné, le critère culturel peut s’avérer difficile à mettre en pratique. 
Dans un article sur La diversité ethnique et le maillage administratif des États, S. Rosière discute de la possibilité de former une entité administrative sur un territoire ethnique. Il affirme que « (…) ce moyen de protéger légalement une minorité engendre de nouvelles minorités, suivant un processus d’échelles, de territoires et de minorités emboités ».  L’hétérogénéité d’un territoire et les contacts flous entre les ethnies rendent rarement possible de le subdiviser de façon fonctionnelle.
Certains auteurs vont plus loin dans leur analyse en indiquant que la création de sous-ensembles non-fonctionnels permet de lutter contre les séparatismes, « puisque l’ethnie, nation potentielle, est la base même de la création d’un État ». Cet aspect renvoie à la subdivision basée sur des rapports de pouvoir.

### Subdivision environnementaliste
Subdiviser le territoire selon des critères environnementaux a longtemps été considéré comme une façon objective de tracer des ensembles cohérents dans l’espace. La géographie physique a ainsi servi de base au découpage de la Terre et le mythe des frontières naturelles est le résultat de ce processus. Ainsi, les reliefs, les cours d’eau, les étendues désertiques ont été autant de raisons de subdiviser le territoire, mais aussi de le revendiquer.
Plus récemment, le biorégionalisme a proposé un découpage de l’espace selon les bassins versants, afin de retrouver des cadres de vie cohérents.

## Subdivisions territoriales dans la mondialisation
Depuis la chute du bloc de l’Est et la dissolution de l’URSS en 1991, la mondialisation est au centre des enjeux pour la grande majorité des États-nations. Pour ceux-ci, il s’agit de bien s’intégrer sur la scène internationale dans une logique de performance économique. Hormis quelques régions pour l’instant encore à la marge du phénomène, la mondialisation concerne aujourd’hui tous les États du monde entier.
Dans cette logique de mondialisation, le territoire national n’est plus l’échelle de référence. Au contraire, on assiste à l’émergence sur cette scène internationale de nouveaux acteurs infra nationaux comme les régions, les cantons, ou encore les communes. Ainsi, l’État central ou fédéral peut être tenté de redécouper son espace national afin que ses régions nouvelles s’intègrent dans la mondialisation et y jouent un rôle important. Il s’agit pour ces régions d’attirer le plus d’investissements extérieurs, dans un contexte international de plus en plus compétitif. C’est une logique que l’on retrouve actuellement dans passablement de pays à travers le monde. Nombreux sont par exemple les pays européens (Danemark, Pays-Bas…) qui ont décidé de redécouper leur territoire récemment, afin de favoriser leurs régions sur la scène internationale. L’État tend donc à perdre de ses prérogatives face aux acteurs infra nationaux, même si l’actuelle crise économique peut contredire cette affirmation. À l’inverse, on constate une émergence du couple mondial/local. En effet, plus la mondialisation s’affirme et monte en puissance, plus le local tend à s’affirmer en réaction pour ne pas être marginalisé. On constate par exemple un phénomène de spécialisation des régions. On peut donc dire que la mondialisation influence directement la montée du régionalisme. 
Toutefois, ce processus prend une forme totalement différente selon le continent étudié. En Europe, il s’agit d’un système de gouvernement régional à niveaux multiples. En Amérique du Nord, au contraire, il s’agit d’un système centré autour des États-Unis et pratiquant la division du travail entre les États. En Asie et en Océanie, les États se fondent sur un système de coopération régionale naissant, et donc pas encore totalement développé, centré essentiellement autour du marché, qui organise les rapports territoriaux.

### Problématique de la subdivision territoriale en Suisse
En Suisse, la problématique de la recomposition des territoires prend la forme de plusieurs projets de redécoupage des cantons. Plusieurs auteurs ont suggéré de mieux découper le territoire helvétique en vue de mieux valoriser les grandes villes suisses et intégrer ces nouvelles régions dans la mondialisation. Malgré tout, cette problématique est très peu développée dans ce pays, par manque de volonté politique avant tout. Ainsi, ces projets ne sont restés que lettres mortes pour l’instant, et aucune réforme territoriale importante n’a lieu pour l’instant en Suisse.

### Problématique de la subdivision territoriale en France
La France, quant à elle, a gardé une organisation territoriale héritée du passé, et qui ne correspond pas aux défis territoriaux du futur, selon de nombreux auteurs. N’ayant pas entrepris de réforme territoriale en profondeur, elle se retrouve prisonnière de ses anciennes structures, et notamment de  la multiplication des divisions territoriales (régions, départements, arrondissements, cantons, communes). Ces structures obsolètes sont héritées de la Révolution Française de 1789, qui avait permis une refonte territoriale de la France. À l’époque, des plans tracés à la règle avaient été proposés, où le territoire aurait été subdivisé en plusieurs carrés parfaitement égaux, et qui faisait fi de toutes les données humaines ou des contraintes du relief. Mais ces plans égalitaires ont très vite été oubliés pour privilégier des approches plus pragmatiques.
Actuellement, en France, un double phénomène peut être constaté. D’une part on peut observer une forte dispersion des territoires locaux, mais aussi d’autre part une très grande concentration des pouvoirs, qu’ils soient économiques, politiques, ou culturels, principalement à Paris. Ainsi, comme en Suisse, nombreuses sont les voix qui demandent un réaménagement du territoire français pour faire face aux nouveaux défis de la modernité.

## Exemple de l'Union européenne

Les NUTS 3, une subdivision territoriale fine de l'UE

L’exemple de l’Union européenne est particulier car il s’agit, à ce jour[Quand ?], du seul organisme supranational qui a pu subdiviser son territoire, en étroite collaboration avec ses États membres. Ces découpages sont appelés « NUTS » (nomenclatures d’unités territoriales statistiques en français), et ont été établis par Eurostat (l’office statistique de l’Union européenne) en 1981. 
L’Union européenne a divisé les pays de l’Espace économique européen (membres de l’Union européenne et pays de l’AELE) en régions appelées NUTS. Il existe trois étages, soit les NUTS 1, 2 et 3. Il s’agit avant tout d’un découpage à usage statistique (pour récolter des données sur ces régions), ils n’ont donc aucune utilité sur le plan administratif ou dans d’autres domaines. Les NUTS 1, soit les plus grandes entités, doivent comprendre entre 3 et 7 millions d’habitants. Les NUTS 2, catégorie intermédiaire, englobent entre 800 000 et 3 millions d’habitants. Les NUTS 3, quant à elles, sont comprises entre 150 000 et 800 000 personnes. Malgré tout, ces catégories restent très contestées, car dans les faits, ces critères ne sont pas respectés. De plus, les États influencent très fortement le découpage des NUTS et peuvent aisément manipuler la répartition territoriale, et donc les statistiques qui en résultent, afin d’attirer d’éventuels investissements de l’Union européenne dans certaines de leurs régions.

## Exemple de Berlin après laSeconde Guerre mondiale
Le cas berlinois après la seconde guerre mondiale est un très bon exemple de ce que peut être la subdivision territoriale.
En 1945, alors que l'Allemagne nazie vient d'être vaincue, se pose la question allemande. Que faire de ce pays que les alliés (États-Unis, France, Royaume-Uni, URSS) occupent ? Doit-on redonner une autonomie plus ou moins grande à l'Allemagne ? 

Division de Berlin après la seconde guerre mondiale, selon les rapports de pouvoir entre États

Après la capitulation, l'Allemagne est partagée entre quatre zones d'influence, dirigées chacune par une grande puissance. À Berlin, en pleine zone d'influence soviétique c'est exactement la même situation qui se produit. Cette division du territoire est donc particulière : l'URSS contrôle les territoires qu'elle a occupés, alors que les autres alliés se partagent leur conquête. Berlin, elle, est partagée artificiellement entre les Alliés pour que chacun ait une emprise sur la capitale, et donc sur l'Allemagne. 
Le découpage de Berlin, et de manière plus générale celui de l'Allemagne, est la conséquence territoriale directe du début de la guerre froide. Les États-Unis, la France, et le Royaume-Uni, ne veulent pas d'une Allemagne affaiblie. Ils veulent d'un pays qui puisse rejouer un rôle important dans le commerce international, et surtout agir comme rempart contre le communisme. Les soviétiques quant à eux ne veulent pas partager l'Allemagne, mais veulent une nation allemande forte, qui serait sous leur influence.
Ces divergences entre l'Ouest (les pays capitalistes) et l'Est (les pays communistes) vont se matérialiser sur le territoire et ne vont que renforcer la division territoriale. Les deux camps vont progressivement couper les ponts (Américains, Britanniques et Français qui fusionnent leurs zones, émergence de deux monnaies différentes, blocus de Berlin par l'URSS, construction du mur de Berlin, etc.), jusqu'à ce que finalement, les deux zones deviennent deux pays différents, avec d'un côté la République fédérale d'Allemagne, et de l'autre la République démocratique allemande. Après la chute du mur de Berlin, cette subdivision territoriale n’a plus lieu d’être, et tant Berlin que l’Allemagne sont réunifiés dans un seul État allemand.
Dans ce cas présent, il s’agit donc d’une subdivision territoriale dictée par les rapports de pouvoir entre les États. Cette partition n’a fait que se renforcer par l’omniprésence de ces mêmes rapports de pouvoir.